# Primera Ronda Eliminatoria a la Eurocopa Sub-17 2010
La Primera Ronda Eliminatoria a la Eurocopa Sub-17 2010 para el Torneo Final del Campeonato de la UEFA Sub-17 de 2010 contó con la participación de 52 países que compiten en la ronda de clasificación, 28 avanzarían a la ronda de élite.
La ronda de clasificación se jugó entre el 5 de septiembre y el 31 de octubre de 2009. Los 52 equipos se dividieron en 13 grupos de cuatro equipos, y cada grupo se disputó como un minitorneo, organizado por uno de los equipos del grupo. Después de que se jugaron todos los partidos, los 13 ganadores de grupo y los 13 subcampeones de grupo avanzaron automáticamente a la Ronda Elite. Si dos o más equipos estaban empatados en puntos, se aplicaba un procedimiento de desempate de acuerdo con los siguientes criterios:
1. Mayor número de puntos obtenidos en los partidos de grupo disputados entre los equipos en cuestión;
2. Mayor diferencia de goles resultante de los partidos de la fase de grupos disputados entre los equipos en cuestión;
3. Mayor número de goles marcados en los partidos de grupo disputados entre los equipos en cuestión;
4. Si, después de haber aplicado los criterios 1 a 3, dos equipos aún tenían la misma clasificación, se volvieron a aplicar los criterios 1 a 3 para determinar la clasificación de los dos equipos. Si este procedimiento no condujo a una decisión, se aplicaron los criterios 5 y 6.
5. Resultados de todos los partidos de grupo:
  1. Mayor diferencia de goles.
  2. Mayor número de goles marcados.
6. Sorteo.

Junto a los 26 equipos ganadores y subcampeones, también se clasificaron los dos mejores terceros clasificados. Estos se determinaron después de considerar solo sus resultados contra los dos mejores equipos de su grupo y aplicar los siguientes criterios en este orden:
1. Mayor número de puntos obtenidos en estos partidos;
2. Diferencia de goles en estos partidos;
3. Mayor número de goles marcados en estos partidos;
4. Juego limpio de los equipos en todos los partidos de la fase de clasificación;
5. Sorteo.

## Resultados

### Grupo 1
Sede: Azerbaiyán.
| Equipo         | Pts | PJ | PG | PE | PP | GF | GC | Dif |
| -------------- | --- | -- | -- | -- | -- | -- | -- | --- |
| Inglaterra     | 9   | 3  | 3  | 0  | 0  | 11 | 2  | +9  |
| Serbia         | 4   | 3  | 1  | 1  | 1  | 1  | 1  | 0   |
| Azerbaiyán (H) | 4   | 3  | 1  | 1  | 1  | 3  | 5  | −2  |
| Kazajistán     | 0   | 3  | 0  | 0  | 3  | 3  | 10 | −7  |

| 26 de octubre de 2009 | Inglaterra                                                | 6:2 (3:2) | Kazajistán               | Estadio Ismat Gayibov, Bakú, Azerbaiyán |                             |
| 09:00 (CET)           | - Garbutt 2' - Keane 15' - Afobe 26', 75' - Hall 66', 73' | Reporte   | - 31' Kuat - 33' Utrobin | Árbitro(s): Goran Spirkoski             | Árbitro(s): Goran Spirkoski |

| 26 de octubre de 2009 | Serbia | 0:0     | Azerbaiyán | Estadio Tofiq Bəhramov, Bakú, Azerbaiyán |                           |
| 12:00 (CET)           |        | Reporte |            | Árbitro(s): Christos Elia                | Árbitro(s): Christos Elia |

| 28 de octubre de 2009 | Serbia      | 1:0 (0:0) | Kazajistán | Estadio Tofig Ismayilov, Bakú, Azerbaiyán |                           |
| 09:00 (CET)           | - Rudić 51' | Reporte   |            | Árbitro(s): Christos Elia                 | Árbitro(s): Christos Elia |

| 28 de octubre de 2009 | Azerbaiyán | 0:4 (0:3) | Inglaterra                                 | Estadio Tofiq Bəhramov, Bakú, Azerbaiyán |                       |
| 12:00 (CET)           |            | Reporte   | - 18', 30' (pen.), 39' Wickham - 67' Afobe | Árbitro(s): Jan Jílek                    | Árbitro(s): Jan Jílek |

| 31 de octubre de 2009 | Inglaterra  | 1:0 (0:0) | Serbia | Estadio Ismat Gayibov, Bakú, Azerbaiyán |                       |
| 12:00 (CET)           | - Afobe 58' | Reporte   |        | Árbitro(s): Jan Jílek                   | Árbitro(s): Jan Jílek |

| 31 de octubre de 2009 | Kazajistán    | 1:3 (0:0) | Azerbaiyán                                          | Estadio Tofiq Bəhramov, Bakú, Azerbaiyán |                             |
| 12:00 (CET)           | - Utrobin 49' | Reporte   | - 46' Taghizade - 73' (pen) Ahmadov - 80' Abatsiyev | Árbitro(s): Goran Spirkoski              | Árbitro(s): Goran Spirkoski |

### Grupo 2
Sede: Rumania.
| Equipo      | Pts | PJ | PG | PE | PP | GF | GC | Dif |
| ----------- | --- | -- | -- | -- | -- | -- | -- | --- |
| España      | 9   | 3  | 3  | 0  | 0  | 19 | 2  | +17 |
| Rumania (H) | 6   | 3  | 2  | 0  | 1  | 6  | 4  | +2  |
| Lituania    | 3   | 3  | 1  | 0  | 2  | 4  | 12 | –8  |
| Islas Feroe | 0   | 3  | 0  | 0  | 3  | 2  | 13 | –11 |

| 16 de octubre de 2009 | Rumania    | 1:0 (1:0) | Lituania | Town Stadium, Buftea, Rumania   |                                 |
| 10:00 (CET)           | - Musca 1' | Reporte   |          | Árbitro(s): Dimitar Meckarovski | Árbitro(s): Dimitar Meckarovski |

| 16 de octubre de 2009 | España                                              | 6:0 (4:0) | Islas Feroe | Estadio Concordia, Chiajna, Rumania |                            |
| 13:00 (CET)           | - Alcácer 1' - Suso 26', 69', 80' - Juanmi 31', 36' | Reporte   |             | Árbitro(s): Clayton Pisani          | Árbitro(s): Clayton Pisani |

| 18 de octubre de 2009 | Rumania                                                | 4:0 (1:0) | Islas Feroe | Town Stadium, Buftea, Rumania |                            |
| 10:00 (CET)           | - Gavra 19' - Vătăjelu 43' - Petrea 77' - Băluță 80+1' | Reporte   |             | Árbitro(s): Clayton Pisani    | Árbitro(s): Clayton Pisani |

| 18 de octubre de 2009 | Lituania      | 1:9 (0:4) | España                                                                                  | Estadio Concordia, Chiajna, Rumania |                                |
| 13:00 (CET)           | - Jefisov 44' | Reporte   | - 16', 62', 80+1' Alcácer - 20' Osede - 30', 37', 78' Bernat - 50' Rafinha - 80+2' Suso | Árbitro(s): George Vadachkoria      | Árbitro(s): George Vadachkoria |

| 21 de octubre de 2009 | España                                   | 4:1 (2:0) | Rumania        | Estadio Concordia, Chiajna, Rumania |                                 |
| 10:00 (CET)           | - Suso 10' - Rafinha 33' - Ortí 55', 72' | Reporte   | - 62' Vătăjelu | Árbitro(s): Dimitar Meckarovski     | Árbitro(s): Dimitar Meckarovski |

| 21 de octubre de 2009 | Islas Feroe                      | 2:3 (1:2) | Lituania                                      | Town Stadium, Buftea, Rumania  |                                |
| 13:00 (CET)           | - Ellingsgaard 21' - Suduroy 54' | Reporte   | - 7' Baranauskas - 36' Jefisov - 48' Gedminas | Árbitro(s): George Vadachkoria | Árbitro(s): George Vadachkoria |

### Grupo 3
Sede: Montenegro.
| Equipo         | Pts | PJ | PG | PE | PP | GF | GC | Dif |
| -------------- | --- | -- | -- | -- | -- | -- | -- | --- |
| Croacia        | 7   | 3  | 2  | 1  | 0  | 4  | 2  | +2  |
| Bélgica        | 4   | 3  | 1  | 1  | 1  | 4  | 3  | +1  |
| Dinamarca      | 3   | 3  | 1  | 0  | 2  | 10 | 6  | +4  |
| Montenegro (H) | 2   | 3  | 0  | 2  | 1  | 3  | 10 | –7  |

| 23 de septiembre de 2009 | Croacia            | 1:1 (0:1) | Montenegro    | Estadio Pod Goricom, Podgorica, Montenegro |                           |
| 15:30 (CET)              | - Čorić 42' (a.g.) | Reporte   | - 28' Nikolić | Árbitro(s): Fırat Aydınus                  | Árbitro(s): Fırat Aydınus |

| 23 de septiembre de 2009 | Bélgica                                                  | 3:1 (2:1) | Dinamarca      | Camp FSCG, Podgorica, Montenegro |                       |
| 15:30 (CET)              | - Arslanagić 39' - Van der Bruggen 40+1' - Lallemand 61' | Reporte   | - 23' Geertsen | Árbitro(s): Huw Jones            | Árbitro(s): Huw Jones |

| 25 de septiembre de 2009 | Dinamarca    | 1:2 (0:2) | Croacia                 | Stadion kraj Bistrice, Nikšić, Montenegro |                           |
| 15:30 (CET)              | - Zohore 70' | Reporte   | - 9' Ivanić - 34' Težak | Árbitro(s): Fırat Aydınus                 | Árbitro(s): Fırat Aydınus |

| 25 de septiembre de 2009 | Montenegro              | 1:1 (0:1) | Bélgica      | Camp FSCG, Podgorica, Montenegro |                              |
| 15:30 (CET)              | - Gardašević 57' (pen.) | Reporte   | - 24' Hazard | Árbitro(s): Hubert Siejewicz     | Árbitro(s): Hubert Siejewicz |

| 28 de septiembre de 2009 | Bélgica | 0:1 (0:0) | Croacia      | Camp FSCG, Podgorica, Montenegro |                              |
| 15:30 (CET)              |         | Reporte   | - 56' Livaja | Árbitro(s): Hubert Siejewicz     | Árbitro(s): Hubert Siejewicz |

| 28 de septiembre de 2009 | Dinamarca                                                                             | 8:1 (3:1) | Montenegro     | Stadion kraj Bistrice, Nikšić, Montenegro |                       |
| 15:30 (CET)              | - Zohore 28', 38', 56' - Geertsen 37' - Gytkjær 43' - Jensen 62', 69' - Fischer 80+1' | Reporte   | - 39' Raičević | Árbitro(s): Huw Jones                     | Árbitro(s): Huw Jones |

### Grupo 4
Sede: Polonia.
| Equipo      | Pts | PJ | PG | PE | PP | GF | GC | Dif |
| ----------- | --- | -- | -- | -- | -- | -- | -- | --- |
| Austria     | 7   | 3  | 2  | 1  | 0  | 7  | 3  | +4  |
| Polonia (H) | 6   | 3  | 2  | 0  | 1  | 13 | 5  | +8  |
| Israel      | 3   | 3  | 1  | 0  | 2  | 6  | 10 | –4  |
| Armenia     | 1   | 3  | 0  | 1  | 2  | 3  | 11 | –8  |

| 9 de octubre de 2009 | Polonia                         | 2:4 (2:1) | Austria                                                                  | City Stadium GOS, Nadarzyn, Polonia |                              |
| 12:00 (CET)          | - Wiktorski 21' - Przybyłko 40' | Reporte   | - 14' Traunmüller - 57' Burušić - 61' Prosenik - 80+1' (pen.) Holzhauser | Árbitro(s): Leontios Trattou        | Árbitro(s): Leontios Trattou |

| 9 de octubre de 2009 | Israel                                                                               | 6:1 (2:1) | Armenia               | MZOS Znicz, Pruszków, Polonia |                           |
| 15:00 (CET)          | - Krasnostavsky 3' - Halabi 28' (pen.) 77' - Elbaz 51' - Genish 71' - Eizenstein 75' | Reporte   | - 32' H. Hovhannisyan | Árbitro(s): Petur Reinert     | Árbitro(s): Petur Reinert |

| 11 de octubre de 2009 | Armenia        | 1:4 (0:0) | Polonia                                                                     | City Stadium OSIR, Grodzisk Mazowiecki, Polonia |                           |
| 12:00 (CET)           | - Miranian 59' | Reporte   | - 44' (a.g.) G. Hovhannisian - 49' Nalepa - 56' Bogusławski - 80+2' Serafin | Árbitro(s): Petur Reinert                       | Árbitro(s): Petur Reinert |

| 11 de octubre de 2009 | Israel | 0:2 (0:1) | Austria                      | MZOS Znicz, Pruszków, Polonia |                             |
| 15:00 (CET)           |        | Reporte   | - 39' Vastić - 80+3' Burušić | Árbitro(s): Christof Virant   | Árbitro(s): Christof Virant |

| 14 de octubre de 2009 | Polonia                                                                                       | 7:0 (3:0) | Israel | MZOS Znicz, Pruszków, Polonia |                             |
| 15:00 (CET)           | - Nalepa 8' 43' - Byszewski 21' - Romachow 38' - Wiktorski 58' - Przybyłko 59' - Drewniak 76' | Reporte   |        | Árbitro(s): Christof Virant   | Árbitro(s): Christof Virant |

| 14 de octubre de 2009 | Austria        | 1:1 (0:0) | Armenia         | City Stadium OSIR, Grodzisk Mazowiecki, Polonia |                              |
| 15:00 (CET)           | - Prosenik 51' | Reporte   | - 62' Poghosyan | Árbitro(s): Leontios Trattou                    | Árbitro(s): Leontios Trattou |

### Grupo 5
Sede: Macedonia del Norte.
| Equipo                  | Pts | PJ | PG | PE | PP | GF | GC | Dif |
| ----------------------- | --- | -- | -- | -- | -- | -- | -- | --- |
| Turquía                 | 6   | 3  | 2  | 0  | 1  | 5  | 3  | +2  |
| Alemania                | 6   | 3  | 2  | 0  | 1  | 4  | 2  | +2  |
| Finlandia               | 6   | 3  | 2  | 0  | 1  | 6  | 4  | +2  |
| Macedonia del Norte (H) | 0   | 3  | 0  | 0  | 3  | 3  | 9  | –6  |

| 23 de octubre de 2009 | Turquía                   | 2:0 (1:0) | Finlandia | Kukuš Stadium, Strumica, Macedonia del Norte |                            |
| 13:00 (CET)           | - Akçakın 13' - Çalış 57' | Reporte   |           | Árbitro(s): Stephan Studer                   | Árbitro(s): Stephan Studer |

| 23 de octubre de 2009 | Alemania          | 2:0 (0:0) | Macedonia del Norte | Mladost Stadium, Strumica, Macedonia del Norte |                              |
| 13:00 (CET)           | - Parker 63', 80' | Reporte   |                     | Árbitro(s): Nikolay Yordanov                   | Árbitro(s): Nikolay Yordanov |

| 25 de octubre de 2009 | Turquía                   | 2:1 (1:0) | Macedonia del Norte | Kukuš Stadium, Strumica, Macedonia del Norte |                         |
| 13:00 (CET)           | - Akçakın 15', 60' (pen.) | Reporte   | - 66' Haciya        | Árbitro(s): Euan Norris                      | Árbitro(s): Euan Norris |

| 25 de octubre de 2009 | Finlandia      | 1:0 (0:0) | Alemania | Mladost Stadium, Strumica, Macedonia del Norte |                            |
| 13:00 (CET)           | - Väyrynen 75' | Reporte   |          | Árbitro(s): Stephan Studer                     | Árbitro(s): Stephan Studer |

| 28 de octubre de 2009 | Alemania               | 2:1 (1:1) | Turquía    | Kukuš Stadium, Strumica, Macedonia del Norte |                         |
| 13:00 (CET)           | - Parker 4' - Hahn 65' | Reporte   | - 2' Çalış | Árbitro(s): Euan Norris                      | Árbitro(s): Euan Norris |

| 28 de octubre de 2009 | Macedonia del Norte        | 2:5 (1:1) | Finlandia                                                                   | Mladost Stadium, Strumica, Macedonia del Norte |                              |
| 13:00 (CET)           | - Haciya 40' - Angelov 61' | Reporte   | - 16' Lähde - 46', 58' (pen.) Väyrynen - 71' Seferi - 73' (a.g.) Kandikijan | Árbitro(s): Nikolay Yordanov                   | Árbitro(s): Nikolay Yordanov |

### Grupo 6
Sede: Irlanda.
| Equipo      | Pts | PJ | PG | PE | PP | GF | GC | Dif |
| ----------- | --- | -- | -- | -- | -- | -- | -- | --- |
| Irlanda (H) | 7   | 3  | 2  | 1  | 0  | 3  | 1  | +2  |
| Suecia      | 5   | 3  | 1  | 2  | 0  | 2  | 0  | +2  |
| Bulgaria    | 4   | 3  | 1  | 1  | 1  | 5  | 2  | +3  |
| Letonia     | 0   | 3  | 0  | 0  | 3  | 0  | 7  | –7  |

| 27 de septiembre de 2009 | Suecia                              | 2:0 (0:0) | Letonia | Albena 1, Albena, Irlanda                                 |                                                           |
| 13:00 (CET)              | - Magnusson 68' - Nazari 70' (pen.) | Reporte   |         | Asistencia: 50 espectadores Árbitro(s): Georgios Daloukas | Asistencia: 50 espectadores Árbitro(s): Georgios Daloukas |

| 27 de septiembre de 2009 | Irlanda                        | 2:1 (1:0) | Bulgaria      | Druzhba Stadium, Dobrich, Irlanda                   |                                                     |
| 15:00 (CET)              | - Sutherland 38' - Purdy 80+3' | Reporte   | - 80' Nedelev | Asistencia: 300 espectadores Árbitro(s): Marco Borg | Asistencia: 300 espectadores Árbitro(s): Marco Borg |

| 29 de septiembre de 2009 | Irlanda       | 1:0 (0:0) | Letonia | Albena 1, Albena, Irlanda                          |                                                    |
| 13:00 (CET)              | - O'Brien 79' | Reporte   |         | Asistencia: 80 espectadores Árbitro(s): Marco Borg | Asistencia: 80 espectadores Árbitro(s): Marco Borg |

| 29 de septiembre de 2009 | Bulgaria | 0:0     | Suecia | Druzhba Stadium, Dobrich, Irlanda                     |                                                       |
| 15:00 (CET)              |          | Reporte |        | Asistencia: 250 espectadores Árbitro(s): Tamás Bognár | Asistencia: 250 espectadores Árbitro(s): Tamás Bognár |

| 2 de octubre de 2009 | Suecia | 0:0     | Irlanda | Albena 1, Albena, Irlanda                                 |                                                           |
| 15:00 (CET)          |        | Reporte |         | Asistencia: 50 espectadores Árbitro(s): Georgios Daloukas | Asistencia: 50 espectadores Árbitro(s): Georgios Daloukas |

| 2 de octubre de 2009 | Letonia | 0:4 (0:2) | Bulgaria                                           | Druzhba Stadium, Dobrich, Irlanda                     |                                                       |
| 15:00 (CET)          |         | Reporte   | - 7', 36' A. Georgiev - 58' Kozhuharov - 61' Botev | Asistencia: 150 espectadores Árbitro(s): Tamás Bognár | Asistencia: 150 espectadores Árbitro(s): Tamás Bognár |

### Grupo 7
Sede: Estonia.
| Equipo      | Pts | PJ | PG | PE | PP | GF | GC | Dif |
| ----------- | --- | -- | -- | -- | -- | -- | -- | --- |
| Francia     | 7   | 3  | 2  | 1  | 0  | 7  | 3  | +4  |
| Ucrania     | 5   | 3  | 1  | 2  | 0  | 2  | 1  | +1  |
| Estonia (H) | 4   | 3  | 1  | 1  | 1  | 2  | 3  | –1  |
| Eslovenia   | 0   | 3  | 0  | 0  | 3  | 1  | 5  | –4  |

| 17 de octubre de 2009 | Francia                                     | 3:1 (1:0) | Eslovenia    | Linnastaadion, Rakvere, Estonia |                              |
| 11:00 (CET)           | - Deligny 8' - A. Doucouré 41' - Sanogo 60' | Reporte   | - 60' Palčič | Árbitro(s): Tsvetan Georgiev    | Árbitro(s): Tsvetan Georgiev |

| 17 de octubre de 2009 | Ucrania | 0:0     | Estonia | Estadio Kadriorg, Tallin, Estonia |                                |
| 14:00 (CET)           |         | Reporte |         | Árbitro(s): Jovan Kaludjerovic    | Árbitro(s): Jovan Kaludjerovic |

| 19 de octubre de 2009 | Eslovenia | 0:1 (0:1) | Ucrania      | Linnastaadion, Rakvere, Estonia |                           |
| 11:00 (CET)           |           | Reporte   | - 40' Khamid | Árbitro(s): Halis Özkahya       | Árbitro(s): Halis Özkahya |

| 19 de octubre de 2009 | Francia                       | 3:1 (1:1) | Estonia    | Estadio Kadriorg, Tallin, Estonia |                                |
| 14:00 (CET)           | - Sanogo 7', 70' - Omrani 78' | Reporte   | - 20' Leht | Árbitro(s): Jovan Kaludjerovic    | Árbitro(s): Jovan Kaludjerovic |

| 22 de octubre de 2009 | Ucrania        | 1:1 (1:0) | Francia      | Linnastaadion, Rakvere, Estonia |                           |
| 14:00 (CET)           | - Lukanyuk 21' | Reporte   | - 73' Tandia | Árbitro(s): Halis Özkahya       | Árbitro(s): Halis Özkahya |

| 22 de octubre de 2009 | Estonia      | 1:0 (0:0) | Eslovenia | Estadio Kadriorg, Tallin, Estonia |                              |
| 14:00 (CET)           | - Rättel 58' | Reporte   |           | Árbitro(s): Tsvetan Georgiev      | Árbitro(s): Tsvetan Georgiev |

### Grupo 8
Sede: Andorra.
| Equipo            | Pts | PJ | PG | PE | PP | GF | GC | Dif |
| ----------------- | --- | -- | -- | -- | -- | -- | -- | --- |
| Países Bajos      | 6   | 3  | 2  | 0  | 1  | 6  | 2  | +4  |
| Irlanda del Norte | 6   | 3  | 2  | 0  | 1  | 4  | 1  | +3  |
| Malta             | 4   | 3  | 1  | 1  | 1  | 2  | 3  | −1  |
| Andorra (H)       | 1   | 3  | 0  | 1  | 2  | 0  | 6  | −6  |

| 22 de octubre de 2009 | Países Bajos                                          | 4:0 (2:0) | Andorra | Estadio Comunal, Andorra la Vieja, Andorra |                               |
| 12:00 (CET)           | - Bartels 35' - Locadia 40' - Denswil 47' - Lewis 54' | Reporte   |         | Árbitro(s): Aleksander Gauzer              | Árbitro(s): Aleksander Gauzer |

| 22 de octubre de 2009 | Irlanda del Norte           | 2:0 (2:0) | Malta | Estadio Comunal, Andorra la Vieja, Andorra |                               |
| 16:00 (CET)           | - Wilson 13' - McLellan 39' | Reporte   |       | Árbitro(s): Pavle Radovanović              | Árbitro(s): Pavle Radovanović |

| 24 de octubre de 2009 | Andorra | 0:2 (0:2) | Irlanda del Norte | Estadio Comunal, Andorra la Vieja, Andorra |                               |
| 12:00 (CET)           |         | Reporte   | - 23' 25' Carson  | Árbitro(s): Aleksander Gauzer              | Árbitro(s): Aleksander Gauzer |

| 24 de octubre de 2009 | Países Bajos    | 1:2 (0:0) | Malta                                     | Estadio Comunal, Andorra la Vieja, Andorra |                                |
| 16:00 (CET)           | - Locadia 80+4' | Reporte   | - 47' (pen.) Borg - 70' (pen.) D'Agostino | Árbitro(s): Vital Sevastsyanik             | Árbitro(s): Vital Sevastsyanik |

| 27 de octubre de 2009 | Irlanda del Norte | 0:1 (0:0) | Países Bajos  | Estadio Comunal, Andorra la Vieja, Andorra |                               |
| 12:00 (CET)           |                   | Reporte   | - 49' Locadia | Árbitro(s): Pavle Radovanović              | Árbitro(s): Pavle Radovanović |

| 27 de octubre de 2009 | Malta | 0:0     | Andorra | Campo d’Esports, Andorra la Vieja, Andorra |                                |
| 12:00 (CET)           |       | Reporte |         | Árbitro(s): Vital Sevastsyanik             | Árbitro(s): Vital Sevastsyanik |

### Grupo 9
Sede: Italia.
| Equipo     | Pts | PJ | PG | PE | PP | GF | GC | Dif |
| ---------- | --- | -- | -- | -- | -- | -- | -- | --- |
| Grecia     | 5   | 3  | 1  | 2  | 0  | 3  | 2  | +1  |
| Noruega    | 4   | 3  | 1  | 1  | 1  | 2  | 1  | +1  |
| Italia (H) | 4   | 3  | 1  | 1  | 1  | 5  | 2  | +3  |
| Moldavia   | 2   | 3  | 0  | 2  | 1  | 2  | 7  | −5  |

| 24 de octubre de 2009 | Noruega | 0:1 (0:0) | Grecia            | Stadio Gaetano Bonolis, Téramo, Italia |                            |
| 11:30 (CET)           |         | Reporte   | - 51' Diamantakos | Árbitro(s): Menashe Masiah             | Árbitro(s): Menashe Masiah |

| 24 de octubre de 2009 | Italia                                                          | 5:0 (2:0) | Moldavia | Stadio Rubens Fadini, Giulianova, Italia |                           |
| 15:00 (CET)           | - Magnaghi 19', 62' - Baccarin 28' (pen.) - Quaggiotto 45', 49' | Reporte   |          | Árbitro(s): Fariz Yusifov                | Árbitro(s): Fariz Yusifov |

| 26 de octubre de 2009 | Moldavia | 0:0     | Noruega | Stadio Rubens Fadini, Giulianova, Italia |                           |
| 11:30 (CET)           |          | Reporte |         | Árbitro(s): Mihaly Fabian                | Árbitro(s): Mihaly Fabian |

| 26 de octubre de 2009 | Italia | 0:0     | Grecia | Stadio Gaetano Bonolis, Téramo, Italia |                            |
| 15:00 (CET)           |        | Reporte |        | Árbitro(s): Menashe Masiah             | Árbitro(s): Menashe Masiah |

| 29 de octubre de 2009 | Noruega                     | 2:0 (1:0) | Italia | Stadio Rubens Fadini, Giulianova, Italia |                           |
| 11:30 (CET)           | - Nielsen 20' - Anene 80+3' | Reporte   |        | Árbitro(s): Mihaly Fabian                | Árbitro(s): Mihaly Fabian |

| 29 de octubre de 2009 | Grecia                        | 2:2 (1:2) | Moldavia               | Stadio Gaetano Bonolis, Téramo, Italia |                           |
| 11:30 (CET)           | - Diamantakos 37', 74' (pen.) | Reporte   | - 21' Iurcu - 28' Dima | Árbitro(s): Fariz Yusifov              | Árbitro(s): Fariz Yusifov |

### Grupo 10
Sede: Escocia.
| Equipo      | Pts | PJ | PG | PE | PP | GF | GC | Dif |
| ----------- | --- | -- | -- | -- | -- | -- | -- | --- |
| Portugal    | 7   | 3  | 2  | 1  | 0  | 6  | 3  | +3  |
| Georgia     | 6   | 3  | 2  | 0  | 1  | 6  | 5  | +1  |
| Chipre      | 3   | 3  | 1  | 0  | 2  | 5  | 7  | –2  |
| Escocia (H) | 1   | 3  | 0  | 1  | 2  | 4  | 6  | –2  |

| 20 de octubre de 2009 | Escocia           | 1:2 (0:0) | Chipre                          | East End Park, Dunfermline      |                                 |
| 20:30 (CET)           | - C. McGregor 62' | Reporte   | - 73' Sotiriou - 80+2' Englezou | Árbitro(s): Vadims Direktorenko | Árbitro(s): Vadims Direktorenko |

| 20 de octubre de 2009 | Portugal                             | 2:0 (1:0) | Georgia | Forthbank Stadium, Stirling  |                              |
| 20:30 (CET)           | - Esgaio 28' - João Mário 72' (pen.) | Reporte   |         | Árbitro(s): Ghennadi Sidenco | Árbitro(s): Ghennadi Sidenco |

| 22 de octubre de 2009 | Escocia           | 1:2 (1:1) | Georgia                          | Stark's Park, Kirkcaldy   |                           |
| 20:30 (CET)           | - C. McGregor 40' | Reporte   | - 8' Chanturia - 52' Skhirtladze | Árbitro(s): Richard Trutz | Árbitro(s): Richard Trutz |

| 22 de octubre de 2009 | Chipre         | 1:2 (1:0) | Portugal                  | Bayview, Methil                 |                                 |
| 20:30 (CET)           | - Sotiriou 30' | Reporte   | - 56' Bruma - 75' Betinho | Árbitro(s): Vadims Direktorenko | Árbitro(s): Vadims Direktorenko |

| 25 de octubre de 2009 | Portugal                           | 2:2 (1:2) | Escocia                       | Stark's Park, Kirkcaldy   |                           |
| 16:00 (CET)           | - João Carlos 39' - Figueiredo 47' | Reporte   | - 7' C. McGregor - 32' Walker | Árbitro(s): Richard Trutz | Árbitro(s): Richard Trutz |

| 25 de octubre de 2009 | Georgia                                               | 4:2 (2:1) | Chipre                              | Forthbank Stadium, Stirling, |                              |
| 16:00 (CET)           | - Gagnidze 30' - Skhirtladze 37' - Chanturia 61', 69' | Reporte   | - 38' Sotiriou - 50' Chatzigeorgiou | Árbitro(s): Ghennadi Sidenco | Árbitro(s): Ghennadi Sidenco |

### Grupo 11
Sede: Hungría.
| Equipo      | Pts | PJ | PG | PE | PP | GF | GC | Dif |
| ----------- | --- | -- | -- | -- | -- | -- | -- | --- |
| Hungría (H) | 7   | 3  | 2  | 1  | 0  | 7  | 1  | +6  |
| Eslovaquia  | 6   | 3  | 2  | 0  | 1  | 5  | 1  | +4  |
| Luxemburgo  | 4   | 3  | 1  | 1  | 1  | 4  | 5  | –1  |
| Albania     | 0   | 3  | 0  | 0  | 3  | 2  | 11 | –9  |

| 25 de septiembre de 2009 | Eslovaquia                    | 2:0 (1:0) | Luxemburgo | Global Football Park, Telki           |                                       |
| 14:30 (CET)              | - Stulajter 32' - Kováč 80+2' | Reporte   |            | Árbitro(s): Ignasi Villamayor Rozados | Árbitro(s): Ignasi Villamayor Rozados |

| 25 de septiembre de 2009 | Hungría                                                     | 5:0 (2:0) | Albania | Global Football Park, Telki  |                              |
| 17:30 (CET)              | - Szloga 8' - Serfözö 37', 49', 59' - Mumajesi 80+2' (a.g.) | Reporte   |         | Árbitro(s): Veaceslav Banari | Árbitro(s): Veaceslav Banari |

| 27 de septiembre de 2009 | Hungría     | 1:1 (1:1) | Luxemburgo   | Tatai Honved Atletikai Klub, Tata     |                                       |
| 14:30 (CET)              | - Magyar 3' | Reporte   | - 12' Deidda | Árbitro(s): Ignasi Villamayor Rozados | Árbitro(s): Ignasi Villamayor Rozados |

| 27 de septiembre de 2009 | Albania | 0:3 (0:1) | Eslovaquia                             | Global Football Park, Telki |                           |
| 17:30 (CET)              |         | Reporte   | - 12' Miklós - 64' Jacko - 78' Schranz | Árbitro(s): Damir Batinic   | Árbitro(s): Damir Batinic |

| 30 de septiembre de 2009 | Eslovaquia | 0:1 (0:0) | Hungría    | Tatai Honved Atletikai Klub, Tata |                           |
| 16:00 (CET)              |            | Reporte   | - 80' Vass | Árbitro(s): Damir Batinic         | Árbitro(s): Damir Batinic |

| 30 de septiembre de 2009 | Luxemburgo                             | 3:2 (0:1) | Albania                     | Global Football Park, Telki  |                              |
| 16:00 (CET)              | - Muslji 72' - Bastos 75' - Boro 80+1' | Reporte   | - 25' F. Hoxha - 61' Abdija | Árbitro(s): Veaceslav Banari | Árbitro(s): Veaceslav Banari |

### Grupo 12
Sede: Gales.
| Equipo               | Pts | PJ | PG | PE | PP | GF | GC | Dif |
| -------------------- | --- | -- | -- | -- | -- | -- | -- | --- |
| Gales (H)            | 7   | 3  | 2  | 1  | 0  | 7  | 5  | +2  |
| Bosnia y Herzegovina | 3   | 3  | 0  | 3  | 0  | 3  | 3  | 0   |
| Islandia             | 2   | 3  | 0  | 2  | 1  | 4  | 5  | –1  |
| Rusia                | 2   | 3  | 0  | 2  | 1  | 2  | 3  | –1  |

| 28 de septiembre de 2009 | Gales                                     | 3:2 (0:0) | Islandia                         | Estadio Richmond Park, Carmarthen, Gales |                       |
| 19:00 (CET)              | - Newall 50' - Holloway 51' - Peniket 68' | Reporte   | - 59' Friðjónsson - 66' Emilsson | Árbitro(s): Matej Jug                    | Árbitro(s): Matej Jug |

| 28 de septiembre de 2009 | Rusia | 0:0     | Bosnia y Herzegovina | Estadio Stebonheath Park, Llanelli, Gales |                                 |
| 19:00 (CET)              |       | Reporte |                      | Árbitro(s): Christopher Lautier           | Árbitro(s): Christopher Lautier |

| 30 de septiembre de 2009 | Gales                         | 2:2 (0:0) | Bosnia y Herzegovina       | Estadio Stebonheath Park, Llanelli, Gales |                                |
| 19:00 (CET)              | - Peniket 43' - Loveridge 80' | Reporte   | - 48' Maletić - 63' Sarvan | Árbitro(s): Mattias Gestranius            | Árbitro(s): Mattias Gestranius |

| 30 de septiembre de 2009 | Islandia       | 1:1 (0:1) | Rusia       | Estadio Bridge Meadow, Haverfordwest, Gales |                       |
| 19:00 (CET)              | - Emilsson 59' | Reporte   | - 25' Kutin | Árbitro(s): Matej Jug                       | Árbitro(s): Matej Jug |

| 3 de octubre de 2009 | Rusia        | 1:2 (0:0) | Gales                        | Estadio Bridge Meadow, Haverfordwest, Gales |                                |
| 16:00 (CET)          | - Barsov 72' | Reporte   | - 78' Bond - 80+1' Loveridge | Árbitro(s): Mattias Gestranius              | Árbitro(s): Mattias Gestranius |

| 3 de octubre de 2009 | Bosnia y Herzegovina | 1:1 (1:0) | Islandia         | Estadio Richmond Park, Carmarthen, Gales |                                 |
| 16:00 (CET)          | - Bevab 40'          | Reporte   | - 69' Gunnarsson | Árbitro(s): Christopher Lautier          | Árbitro(s): Christopher Lautier |

### Grupo 13
Sede: Bielorrusia.
| Equipo          | Pts | PJ | PG | PE | PP | GF | GC | Dif |
| --------------- | --- | -- | -- | -- | -- | -- | -- | --- |
| República Checa | 9   | 3  | 3  | 0  | 0  | 9  | 0  | +9  |
| Suiza           | 6   | 3  | 2  | 0  | 1  | 12 | 4  | +8  |
| Bielorrusia (H) | 3   | 3  | 1  | 0  | 2  | 4  | 3  | +1  |
| San Marino      | 0   | 3  | 0  | 0  | 3  | 0  | 18 | –18 |

| 5 de septiembre de 2009 | Suiza | 10:0 (2:0) | San Marino | City Stadium, Molodechno, Bielorrusia |                                 |
| 13:00 (CET)             | - Jevtić 4' (pen.) - Zwimpfer 31' - Vuleta 47', 50', 61' (gol), 73' - Kleiber 67' - Miani 70' - Geissmann 75' - Žarković 80+2' | Reporte    |            | Árbitro(s): Levan Kvaratskhelia       | Árbitro(s): Levan Kvaratskhelia |

| 5 de septiembre de 2009 | República Checa   | 1:0 (0:0) | Bielorrusia | Estadio Dinamo-Yuni, Minsk, Bielorrusia |                             |
| 16:00 (CET)             | - F. Twardzik 65' | Reporte   |             | Árbitro(s): Boško Jovanetić             | Árbitro(s): Boško Jovanetić |

| 7 de septiembre de 2009 | San Marino | 0:4 (0:1) | República Checa                                                  | Estadio Torpedo, Minsk, Bielorrusia |                                 |
| 13:00 (CET)             |            | Reporte   | - 26' F. Twardzik - 69' Rozsíval - 70' P. Twardzik - 79' Mandula | Árbitro(s): Levan Kvaratskhelia     | Árbitro(s): Levan Kvaratskhelia |

| 7 de septiembre de 2009 | Suiza                    | 2:0 (1:0) | Bielorrusia | Estadio Dinamo-Yuni, Minsk, Bielorrusia |                          |
| 16:00 (CET)             | - Desole 36' (pen.), 62' | Reporte   |             | Árbitro(s): Vusal Aliyev                | Árbitro(s): Vusal Aliyev |

| 10 de septiembre de 2009 | República Checa                                           | 4:0 (3:0) | Suiza | City Stadium, Molodechno, Bielorrusia |                             |
| 16:00 (CET)              | - F. Twardzik 6' - Rozsíval 21' - Hybš 39' - Česlák 80+2' | Reporte   |       | Árbitro(s): Boško Jovanetic           | Árbitro(s): Boško Jovanetic |

| 10 de septiembre de 2009 | Bielorrusia                         | 4:0 (2:0) | San Marino | Estadio Haradski, Borísov, Bielorrusia |                          |
| 16:00 (CET)              | - Kavalyow 3', 37', 77' - Shpak 72' | Reporte   |            | Árbitro(s): Vusal Aliyev               | Árbitro(s): Vusal Aliyev |

### Ranking de los terceros puestos
Los dos mejores terceros lugares de los 13 grupos clasificaron a la siguiente ronda junto a los 2 mejores de cada grupo. (Se contabilizan los resultados obtenidos en contra de los ganadores y los segundos clasificados de cada grupo).
| Pos. | Grupo | Equipo      | PJ | PG | PE | PP | GF | GC | DG | Pts |
| ---- | ----- | ----------- | -- | -- | -- | -- | -- | -- | -- | --- |
| 1    | 8     | Malta       | 2  | 1  | 0  | 1  | 2  | 3  | -1 | 3   |
| 2    | 5     | Finlandia   | 2  | 1  | 0  | 1  | 1  | 2  | -1 | 3   |
| 3    | 12    | Islandia    | 2  | 0  | 1  | 1  | 3  | 4  | -1 | 1   |
| 4    | 6     | Bulgaria    | 2  | 0  | 1  | 1  | 1  | 2  | -1 | 1   |
| 5    | 7     | Estonia     | 2  | 0  | 1  | 1  | 1  | 3  | -2 | 1   |
| 6    | 11    | Luxemburgo  | 2  | 0  | 1  | 1  | 1  | 3  | -2 | 1   |
| 7    | 9     | Italia      | 2  | 0  | 1  | 1  | 0  | 2  | -2 | 1   |
| 8    | 1     | Azerbaiyán  | 2  | 0  | 1  | 1  | 0  | 4  | -4 | 1   |
| 9    | 10    | Chipre      | 2  | 0  | 0  | 2  | 3  | 6  | -3 | 0   |
| 10   | 3     | Dinamarca   | 2  | 0  | 0  | 2  | 2  | 5  | -3 | 0   |
| 11   | 13    | Bielorrusia | 2  | 0  | 0  | 2  | 0  | 3  | -3 | 0   |
| 12   | 2     | Lituania    | 2  | 0  | 0  | 2  | 1  | 10 | -9 | 0   |
| 13   | 4     | Israel      | 2  | 0  | 0  | 2  | 0  | 9  | -9 | 0   |